# Mistrovství Evropy juniorů v atletice 1993
12. Mistrovství Evropy juniorů v atletice byl sportovní závod organizovaný EAA, který se konal ve Španělsku, a to v San Sebastiánu. Závod se odehrál 29. července – 1. srpna 1993. 

## Výsledky

### Muži
| Soutěž            | Zlato                                                               | Výkon    | Stříbro                                                                    | Výkon    | Bronz                                                                            | Výkon    |
| 100 m             | Danny Joyce                                                         | 10,63    | Rafael Gruszecki                                                           | 10,64    | Ejike Wodu                                                                       | 10,77    |
| 200 m             | Andrea Colombo                                                      | 21,14    | Joakim Öhman                                                               | 21,14    | Maurizio Checcucci                                                               | 21,24    |
| 400 m             | Guy Bullock                                                         | 46,13    | Rikard Rasmusson                                                           | 46,84    | Walentin Kulbatskij                                                              | 46,88    |
| 800 m             | Andrzej Zahorski                                                    | 1:53,49  | Vladimir Goreljov                                                          | 1:53,81  | David Matthews                                                                   | 1:54,00  |
| 1500 m            | Reyes Estévez                                                       | 3:45,00  | Javier Rodríguez                                                           | 3:46,33  | Massimo Pegoretti                                                                | 3:47,07  |
| 5000 m            | Vener Kašajev                                                       | 13:54,32 | Mounir Khelil                                                              | 14:08,47 | Arnaud Crepieux                                                                  | 14:10,71 |
| 10 000 m          | Ricardo Fernández                                                   | 29:37,75 | Valerij Kuzman                                                             | 29:40,00 | Alexej Sobolev                                                                   | 29:41,68 |
| 110 m překážek    | Robin Korving                                                       | 13,85    | Tibor Bédi                                                                 | 14,06    | Frank Busemann                                                                   | 14,21    |
| 400 m překážek    | Carlos Silva                                                        | 50,27    | Francesco Ricci                                                            | 51,04    | Noel Levy                                                                        | 51,47    |
| 3000 m překážek   | Adam Dobrzyński                                                     | 8:44,71  | Stefano Ciallella                                                          | 8:51,46  | Pascal Garin                                                                     | 8:52,68  |
| Štafeta 4 × 100 m | Spojené království Allyn Condon Danny Joyce Paul Bolton Ejike Wodu  | 40,01    | Francie Guillaime Pihery Olivier Arnaud Christoph Colombo Needy Guims      | 40,03    | Ukrajina Witalij Seniw Walentin Kulbatskij Wjaczesław Kabanow Konstantin Rurak   | 40,21    |
| Štafeta 4 × 400 m | Spojené království Nick Budden Allyn Condon Paul Slythe Guy Bullock | 3:07,39  | Německo Ulrich Schnorrenberger Axel Weyhing Jens Dautzenberg Marco Seidler | 3:08,39  | Polsko Marcin Trelka Przemysław Sznurkowski Krzysztof Mehlich Piotr Rysiukiewicz | 3:08,75  |
| Chůze na 10 000 m | Michele Didoni                                                      | 40:05,62 | Dmitrij Jesipčuk                                                           | 40:26,08 | Heiko Valentin                                                                   | 40:37,78 |
| Skok do výšky     | Aleksandr Żurawljow                                                 | 2,21 m   | Vjačeslav Voronin                                                          | 2,18 m   | Tomáš Janků                                                                      | 2,18 m   |
| Skok o tyči       | Kalid Lachheb                                                       | 5,40 m   | Taofik Lachheb                                                             | 5,35 m   | Viktor Čisťjakov                                                                 | 5,35 m   |
| Skok daleký       | Carl Howard                                                         | 7,76 m   | Kenneth Kastrén                                                            | 7,61 m   | Yassin Guellet                                                                   | 7,58 m   |
| Trojskok          | Paolo Camossi                                                       | 16,41 m  | Rostisław Dimitrow                                                         | 16,35 m  | Larry Achike                                                                     | 16,31 m  |
| Vrh koulí         | Manuel Martínez                                                     | 19,02 m  | Elias Louka                                                                | 18,48 m  | Arsi Harju                                                                       | 17,82 m  |
| Hod diskem        | Leonid Czerewko                                                     | 54,98 m  | Timo Sinervo                                                               | 54,30 m  | Mika Laikkanen                                                                   | 54,26 m  |
| Hod kladivem      | Jadim Burakow                                                       | 67,16 m  | Siergiej Koczetkow                                                         | 66,04 m  | Vadim Chersoncev                                                                 | 65,44 m  |
| Hod oštěpem       | Dimítrios Polimérou                                                 | 72,80 m  | Matti Närhi                                                                | 71,74 m  | Jörg Tobisch                                                                     | 70,24 m  |
| Desetiboj         | Christer Holger                                                     | 7 534    | Jan Poděbradský                                                            | 7 396    | Stefan Vogt                                                                      | 7 338    |

### Ženy
| Soutěž            | Zlato                                                                           | Výkon    | Stříbro                                                                               | Výkon    | Bronz                                                                 | Výkon    |
| 100 m             | Hana Benešová                                                                   | 11,56    | Katharine Merryová                                                                    | 11,58    | Oksana Djačenková                                                     | 11,66    |
| 200 m             | Katharine Merryová                                                              | 23,35    | Hana Benešová                                                                         | 23,53    | Sophia Smith                                                          | 23,63    |
| 400 m             | Maria Magdalena Nedelcu                                                         | 52,24    | Lucie Rangassamy                                                                      | 53,16    | Sandra Kuschmann                                                      | 53,17    |
| 800 m             | Ludmila Formanová                                                               | 2:06,88  | Tytti Reho                                                                            | 2:08,11  | Emilie Neveu                                                          | 2:08,13  |
| 1500 m            | Marta Domínguezová                                                              | 4:17,26  | Elena Cosoveanu                                                                       | 4:17,53  | Anne Bruns                                                            | 4:20,02  |
| 3000 m            | Gabriela Szabóová                                                               | 8:50,97  | Annemari Sandell                                                                      | 8:51,22  | Denisa Costescu                                                       | 9:13,03  |
| 10 000 m          | Patrizia Ritondo                                                                | 34:26,06 | Filija Szemejewa                                                                      | 34:27,13 | Ljudmila Biktaševová                                                  | 34:28,04 |
| 100 m překážek    | Diane Allahgreen                                                                | 13,42    | Katja Faust                                                                           | 13,55    | Sophie Marrot                                                         | 13,69    |
| 400 m překážek    | Ionela Tirleaová                                                                | 56,43    | Anita Oppong                                                                          | 57,90    | Lana Jēkabsone                                                        | 58,07    |
| Štafeta 4 × 100 m | Spojené království Diane Allahgreen Katharine Merryová Sophia Smith Debbie Mant | 44,31    | Francie Sylvie Jalinier Ghenolee Helbert Delphine Combe Sylviane Félix                | 44,38    | Německo Sandra Roos Birgit Brodbeck Carmen Bartmaring Gabriele Becker | 44,60    |
| Štafeta 4 × 400 m | Německo Susanne Merkel Andrea Bornscheuer Anita Oppong Sandra Kuschmann         | 3:33,91  | Rusko Taťána Borisovová Jekatěrina Stružkinová Jekatěrina Leščovová Julija Zvjaginová | 3:39,76  | Francie Marie Gagneur Xavier Dufourt Mona Lahouassa Lucie Rangassamy  | 3:41,53  |
| Chůze na 5 km     | Susana Feitór                                                                   | 21:21,80 | Natalia Trofimowa                                                                     | 21:39,75 | Irina Stankinová                                                      | 21:49,65 |
| Skok do výšky     | Sabrina de Leeuw                                                                | 1,89 m   | Desislava Aleksandrova                                                                | 1,89 m   | Natalia Szimon                                                        | 1,86 m   |
| Skok daleký       | Erica Johanssonová                                                              | 6,56 m   | Olga Rubljovová                                                                       | 6,44 m   | Cristina Nicolau                                                      | 6,44 m   |
| Trojskok          | Jelena Lysaková                                                                 | 13,86 m  | Natalia Klimowets                                                                     | 13,65 m  | Irina Melnikovová                                                     | 13,53 m  |
| Vrh koulí         | Marika Tuliniemi                                                                | 17,93 m  | Nadine Kleinertová                                                                    | 17,07 m  | Corrie de Bruin                                                       | 16,76 m  |
| Hod diskem        | Corrie de Bruin                                                                 | 55,30 m  | Wiktorija Bojko                                                                       | 53,14 m  | Ljudmila Starowojtowa                                                 | 52,02 m  |
| Hod oštěpem       | Mikaela Ingbergová                                                              | 56,64 m  | Kirsty Morrison                                                                       | 55,92 m  | Ewa Rybak                                                             | 54,80 m  |
| Sedmiboj          | Kathleen Gutjahr                                                                | 5 650    | Karin Spechtová                                                                       | 5 548    | Ljudmila Maščenková                                                   | 5 432    |

## Medailové pořadí
| Umístění | Stát               | Zlato | Stříbro | Bronz | Celkem |
| -------- | ------------------ | ----- | ------- | ----- | ------ |
| 1.       | Spojené království | 8     | 2       | 4     | 14     |
| 2.       | Itálie             | 4     | 2       | 2     | 8      |
| 3.       | Španělsko          | 4     | 1       | 0     | 5      |
| 4.       | Rumunsko           | 3     | 1       | 2     | 6      |
| 5.       | Rusko              | 2     | 8       | 8     | 18     |
| 6.       | Německo            | 2     | 6       | 7     | 15     |
| 7.       | Finsko             | 2     | 5       | 2     | 9      |
| 8.       | Česko              | 2     | 2       | 1     | 5      |
| 9.       | Švédsko            | 2     | 2       | 0     | 4      |
| 10.      | Bělorusko          | 2     | 1       | 1     | 4      |
| 11.      | Polsko             | 2     | 0       | 2     | 4      |
| 12.      | Nizozemsko         | 2     | 0       | 1     | 3      |
| 13.      | Portugalsko        | 2     | 0       | 0     | 2      |
| 14.      | Francie            | 1     | 5       | 5     | 11     |
| 15.      | Ukrajina           | 1     | 2       | 3     | 6      |
| 16.      | Belgie             | 1     | 0       | 1     | 2      |
| 17.      | Řecko              | 1     | 0       | 0     | 1      |
| 18.      | Bulharsko          | 0     | 2       | 0     | 2      |
| 19.      | Kypr               | 0     | 1       | 0     | 1      |
| 19.      | Maďarsko           | 0     | 1       | 0     | 1      |
| 21.      | Irsko              | 0     | 0       | 1     | 1      |
| 21.      | Lotyšsko           | 0     | 0       | 1     | 1      |
| Celkem   | Celkem             | 41    | 41      | 41    | 123    |

## Čeští atleti do 8. místa
| Disciplína     | Umístění | Jméno             | Výkon   |
| 100 m          | 1.       | Hana Benešová     | 11,56   |
| 800 m          | 1.       | Ludmila Formanová | 2:06,88 |
| Desetiboj      | 2.       | Jan Poděbradský   | 7 396   |
| 200 m          | 2.       | Hana Benešová     | 23,53   |
| Skok do výšky  | 3.       | Tomáš Janků       | 2,18 m  |
| Skok o tyči    | 4.       | Martin Kysela     | 5,30 m  |
| Hod oštěpem    | 4.       | Robert Srovnal    | 69,42 m |
| 1500 m         | 4.       | Romana Sanigová   | 4:20,58 |
| 800 m          | 5.       | Eva Kasalová      | 2:08,64 |
| Hod oštěpem    | 5.       | Nikola Tomečková  | 53,76 m |
| 100 m překážek | 6.       | Nikola Bendová    | 13,87   |
| 400 m          | 8.       | Ondřej Veselý     | 48,13   |
| Skok o tyči    | 8. =     | Karel Janko       | 5,00 m  |